# 畢節飛雄機場
畢節飛雄机场是中國贵州省毕节市一個4C級民用機場，位於贵州省双山新区响水乡飞雄村，距畢節市中心18公里。2011年5月6日動工興建。2013年6月16日啟用
飛行區指標爲4C，主要建設項目包括一條2600米x45米的跑道，7100平方米的航站樓，4個機位的站坪，造價高達七百億。

## 航空公司与航点
2025年4月4日零时起停止航班运营，开展为期约100天的无航班计划施工，期间所有航线航班暂停运营，预计于7月中旬复航。
| 航空公司     | 目的地                       |
| ------------ | ---------------------------- |
| 华夏航空     | 重庆、贵阳、厦门、温州、興義 |
| 长龙航空     | 杭州、西双版纳、丽江、寧波   |
| 中国联合航空 | 北京/大興                    |
| 吉祥航空     | 上海/浦東                    |
| 中国南方航空 | 廣州                         |